# Минамикюсю
Минамикюсю (яп. 南九州市 Минамикю:сю:-си) — город в Японии, находящийся в префектуре Кагосима. Площадь города составляет 357,85 км², население — 36 737 человек (1 августа 2014), плотность населения — 102,66 чел./км².

## Географическое положение
Город расположен на острове Кюсю в префектуре Кагосима региона Кюсю. С ним граничат города Кагосима, Макурадзаки, Ибусуки, Минамисацума.

## Население
Население города составляет 36 737 человек (1 августа 2014), а плотность — 102,66 чел./км². Изменение численности населения с 1980 по 2005 годы:
| 1980 | 50 261 чел. |  |
| 1985 | 49 189 чел. |  |
| 1990 | 47 498 чел. |  |
| 1995 | 45 792 чел. |  |
| 2000 | 44 137 чел. |  |
| 2005 | 42 191 чел. |  |

## Символика
Деревом города считается сакура, цветком — подсолнечник однолетний.